# Lijst van bijnamen van spoorlijnen in Nederland
Onderstaand een overzicht van alle bijnamen van Nederlandse spoorlijnen.

## B
- Badkuipspoor of Badkuipspoorweg
Het stuk van de spoorlijn Roosendaal – Vlissingen dat na de watersnoodramp van 1953 door de ondergelopen polders bij Kruiningen liep, dit gedeelte kon kort na de ramp alleen met laagwater bereden worden.
- Badkuiptracé
De Flevolijn werd, om het natuurgebied de Oostvaardersplassen te ontzien, tussen Almere en Lelystad niet in een rechte lijn aangelegd, maar in een omlegging die op de kaart de vorm heeft van een badkuip.
- Baronnenlijn
Hattemerbroek – Apeldoorn – Dieren
Geopend 1889: staking reizigersvervoer 1950; opheffing traject Hattemerbroek – Apeldoorn 1972. Het resterende traject is sinds 1975 in gebruik door de Veluwsche Stoomtrein Maatschappij.
- Bels Lijntje
'Bels' is Brabants dialect voor 'Belgisch'. 
  - Tilburg – Turnhout
Geopend 1867; opgebroken 1987.
  - Eindhoven – Neerpelt
Geopend 1866; opgebroken
- Betuwelijn
Elst – Geldermalsen – Dordrecht
Geopend 1882-1885.
- Betuweroute
Maasvlakte – Kijfhoek – Zevenaar
 Geopend in 2007.
- Binnendoortje
Spoorlijn Harmelen - Breukelen
Geopend in 1869.
- Bocholtse Baan
Winterswijk – Bocholt (Duitsland).
Geopend 1880; gesloten in de Tweede Wereldoorlog.
- Borkense Baan
Winterswijk – Borken (Duitsland).
Geopend 1880; in onbruik sinds 1979.
- Brabantse Lijn
Tilburg – 's-Hertogenbosch – Nijmegen
Geopend 1881.

## C
- Ceintuurbaan
Schiedam/Rotterdam DP – Rotterdam Noord – Rotterdam Maas/Gouda
Geopend 1899.
- Centraalspoorweg
Utrecht – Zwolle – Kampen
Geopend 1863-1865.

## D
- Doklijn
Amsterdam Weesperpoort – Kadijk – Amsterdam Doklaan
Geopend 1847-1848; ombouw normaalspoor 1856; opheffing 1904.
- Dokkumer Lokaaltje
Leeuwarden – Stiens – Dokkum
Geopend 1901-1913; opheffing 1970-1995.
- Dow-lijn
Terneuzen – Wondelgem
Geopend 1869. Sinds 1939 niet meer in gebruik voor reizigersvervoer.
- Duits Lijntje
Boxtel – Gennep – Wesel (Duitsland).
Geopend 1873-1878. Staking reizigersvervoer 1950.
Opheffing: Volkel – Mill 1954; Uden – Volkel 1959; Kruispunt Beugen – Gennep 1971; Mill – Kruispunt Beugen 1972; Veghel – Uden 1983. Boxtel – Schijndel – Veghel buiten gebruik: 2005.

## E
- Emmerlijn
Zwolle - Emmen
Geopend 1903-1905

## F
- Flevolijn
Weesp – Almere – Lelystad
Geopend 1987 (tot Almere Buiten) en 1988 (tot Lelystad).

## G
- Gooiboog
Verbindingsboog ten oosten van Weesp tussen de Flevolijn en de Gooilijn richting Hilversum.
Geopend 14 december 2003.
- Gooilijn
Amsterdam Centraal – Hilversum – Amersfoort
Geopend 1874 (tot Amsterdam Oosterdok) en 1889 (tot nieuw Centraal Station).
- Goudse Lijn
Utrecht - Gouda - Rotterdam; Gouda – Den Haag
Geopend 1855 (Utrecht – Rotterdam Maas) en 1870 (Gouda – Den Haag Staatsspoor).

## H
- Haarlemmermeerspoorlijnen
  - Aalsmeer – Hoofddorp – Haarlem. Geopend 3 augustus 1912; opgeheven 1 januari 1936;
  - Hoofddorp – Leiden Heerensingel. Geopend 3 augustus 1912; opgeheven 1 januari 1936;
  - Aalsmeer – Bovenkerk – Amsterdam Willemspark. Geopend 1 mei 1915; opheffing Aalsmeer Oost – Bovenkerk 3 september 1950; opheffing Aalsmeer – Aalsmeer Oost 28 mei 1972; opheffing Bovenkerk – Amsterdam Haarlemmermeer 1972-1981;is sinds 1981 een museumlijn van de EMA
  - Bovenkerk – Uithoorn. Geopend 1 mei 1915; opgeheven 1981;
  - Aalsmeer – Uithoorn – Nieuwersluis=Loenen; Aalsmeer – Uithoorn Geopend 1 juli 1914; opgeheven 3 juni 1973; Uithoorn – Nieuwersluis=Loenen Geopend 1 december 1915; opgeheven 1 juni 1986;
  - Uithoorn – Alphen aan den Rijn. Geopend 1 augustus 1915; opgeheven 1 januari 1936;
  - Nieuwveen – Ter Aar. Geopend 2 januari 1918; opgeheven 1 januari 1936.
- Halve-Zolenlijn of Langstraatspoorlijn
Lage Zwaluwe – Waalwijk – 's Hertogenbosch. Zo genoemd vanwege de aanwezige schoenenindustrie.
- Hanzelijn
Zwolle – Hattemerbroek Aansluiting – Kampen Zuid – Dronten – Lelystad
Geopend 6 december 2012.
- Havenspoorlijn
(Rotterdam) IJsselmonde – Waalhaven Zuid – Botlek – Maasvlakte
Geopend 1957-1977; trajectdeel IJsselmonde/Kijfhoek – Waalhaven Zuid in 2004 vervangen door eerste deel Betuweroute. Kortsluitroute (omleiding om station Waalhaven Zuid) en het overige traject zijn onderdeel van de Betuweroute.
- Heilige Lijn of Maaslijn
Nijmegen – Venlo.
Geopend 1883.
- Hemboog
Verbindingsboog nabij station Amsterdam Sloterdijk tussen de Zaanlijn en de Westtak Ringspoorbaan
Geopend 14 december 2003.
- Heuvellandlijn
Maastricht Randwyck – Heerlen – Kerkrade Centrum.
- Hoekse Lijn
Rotterdam – Hoek van Holland
Geopend 1891-1893.
- Hofpleinlijn
  - Rotterdam Hofplein – Den Haag HS
Geopend 1 oktober 1908; gesloten per 3 juni 2006 voor verbouwing tot metrolijn in verband met RandstadRail; heropend 11 november 2006.
  - Den Haag HS – Station Scheveningen
Geopend 1 mei 1907; opgeheven 4 oktober 1953.
- Hogelandspoor
Sauwerd – Roodeschool
Geopend 1893.
Zie ook Noordelijke Nevenlijnen en PEN-lijnen.
- HSL-Oost of Hogesnelheidslijn-Oost
Amsterdam – Utrecht – Arnhem – grens. Niet gerealiseerd.
- HSL-Zuid of Hogesnelheidslijn-Zuid
Amsterdam – Rotterdam – Breda – grens
 Geopend 7 september 2009.

## I
- IJmondlijn
Santpoort Noord – IJmuiden
Geopend 1883; in onbruik sinds 1998.
- IJssellijn
Arnhem – Zutphen – Deventer – Zwolle
Deel van Staatslijn A (Arnhem – Leeuwarden)
Geopend 1865-1866.
- IJzeren Rijn
Antwerpen – Neerpelt – Weert – Roermond – Dalheim
Geopend 1879; Roermond – Dalheim in onbruik sinds 1996.

## K
- Kamperlijntje
Zwolle – Kampen
Geopend 1865 als laatste deel Centraalspoorweg Utrecht – Kampen.

- Kersenlijn, 
Kesteren – Rhenen – Veenendaal – Amersfoort 
Geopend 1886; opheffing Kesteren – Rhenen 1944. Meer geschiedenis bij Spoorlijn Kesteren - Amersfoort.
Bijnaam is ontstaan door reizigers die in de Betuwe voedsel gingen halen. Delen van de lijn dragen ook andere bijnamen: Veenendaallijn, Ponlijn.
- Kippenlijn, onderdeel van de Valleilijn
Ede – Barneveld – (Nijkerk) – Amersfoort 
Geopend 1902-1903; opheffing Barneveld – Nijkerk 1937.
- Kortsluitroute
Afsnijding slinger in Havenspoorlijn langs station Waalhaven Zuid.

## L
- Langstraatspoorlijn
Lage Zwaluwe – 's-Hertogenbosch
Geopend 1890; Raamsdonk – 's-Hertogenbosch gesloten 1950; Made en Drimmelen – Geertruidenberg gesloten 1987. Ook wel Halve-Zolenlijn genoemd.
- Lelylijn

Planfase
- Lijn A
Arnhem – Zutphen – Deventer – Zwolle – Leeuwarden
Geopend 1865-1868.
Zie ook: IJssellijn (Arnhem – Zwolle).
- Lijn B
Harlingen – Leeuwarden – Groningen – Nieuweschans – Duitsland
Geopend 1863-1876.
Zie ook: Noordelijke Nevenlijnen.
- Lijn C
Groningen – Meppel
Geopend 1870.
- Lijn D
Zutphen – Hengelo – Enschede – Duitsland
Geopend 1865-1866; Enschede – Gronau geopend 1868-1875; gesloten in 1981 maar heropend in 2001.
- Lijn E
Maastricht – Roermond – Venlo en Venlo – Eindhoven en Breda – Eindhoven
Maastricht – Venlo geopend 1865; Venlo – Eindhoven geopend 1866; Breda – Tilburg geopend 1863; Tilburg – Boxtel geopend 1865; Boxtel – Eindhoven geopend 1866.
- Lijn F
Roosendaal – Vlissingen
Geopend 1863-1873.
Zie ook: Zeeuwse Lijn.
- Lijn G
Venlo – Duitsland
Geopend 1866.
- Lijn H
Utrecht – 's-Hertogenbosch – Boxtel
Geopend 1868-1870.
- Lijn I
Breda – Rotterdam
Geopend 1866-1877.
- Lijn K
Nieuwediep – Alkmaar – Amsterdam Centraal
Geopend 1865-1878.
Zie ook: Zaanlijn.
- Locaalspoorweg Hollands Noorderkwartier
Hoorn – Wognum – Twisk – Oostwoud – Medemblik
Geopend 1887; sinds 1972: Stoomtram Hoorn – Medemblik
- Luchtspoor
Rotterdam CS – Rotterdam Blaak – Spoorbrug over Nieuwe Maas.
Geopend 1877; gesloopt na gereedkomen oostelijke tunnelbuis Willemspoortunnel in 1993.

## M
- Maaslijn of Heilige Lijn
Nijmegen – Venlo en Venlo – Roermond
Nijmegen – Venlo Geopend 1883; Venlo – Maastricht Geopend 1865.
- Marnelijn
Winsum – Zoutkamp
Geopend in 1922; gesloten in 1942.
- MerwedeLingelijn (Westelijke Betuwelijn)
Dordrecht – Geldermalsen (officiële naam gebruikt door de provincie Zuid-Holland sinds 2006)
- Middennet
Amsterdam CS – Utrecht CS – 's-Hertogenbosch – Eindhoven; Den Haag SS – Gouda – Utrecht; Rotterdam Maas – Gouda; Utrecht CS – Arnhem.
Elektrificatie 1938.
- Miljoenenlijn
Schaesberg – Kerkrade – Simpelveld
Geopend 1934 (in 1949 voor reizigersvervoer); Kerkrade – Simpelveld gesloten in 1988 en in 1995 heropend als museumspoorlijn door de Zuid-Limburgse Stoomtrein Maatschappij. Naam Schaesberg in 1986 gewijzigd in Landgraaf.

## N
- Nedersaksenlijn

Planfase
- Noordelijke Nevenlijnen
Groningen – Roodeschool / Delfzijl / Nieuweschans en Leeuwarden – Harlingen / Stavoren
Zie ook PEN-lijnen.
- Noorderstoomtram
Alkmaar – Schagen. Geopend 1913. Traject Warmenhuizen – Schagen opgeheven en opgebroken 1933.
Alkmaar – Warmenhuizen opgeheven en opgebroken 1968.
- Noordooster Locaalspoorweg
Zwolle/Almelo – Mariënberg – Coevorden – Emmen – Gasselternijveen – Assen/Stadskanaal – Veendam – Zuidbroek – Delfzijl
Geopend 1903-1910. Trajecten Emmen – Stadskanaal en Assen – Gasselternijveen in 1972 opgeheven en sindsdien opgebroken. Veendam – Stadskanaal (– Musselkanaal) sinds 1994 in gebruik als museumspoorlijn bij de Stichting Stadskanaal Rail.
- Nootdorpboog
Verbindingsboog nabij Ypenburg tussen de spoorlijn Gouda – Den Haag en de Nedtrain-werkplaats te Leidschendam.
Geopend 7 november 2005.

## O
- Oostelijke Betuwelijn
Elst – Geldermalsen
Geopend 1882.
- Oosterspoorweg
Amsterdam – Apeldoorn – Zutphen en Hilversum – Utrecht Lunetten
Geopend 1874-1876.
- Oude Lijn
Amsterdam – Haarlem – Leiden – Den Haag – Delft – Schiedam – Rotterdam
Amsterdam – Haarlem werd geopend in 1839 als eerste spoorlijn in Nederland. Haarlem – Leiden 1842; Leiden – Den Haag 1843; Den Haag – Rotterdam 1847.

## P
- PEN-lijnen
Zo genoemd vanwege het PEN-project (Projectgroep Exploitatie Noordelijke Nevenlijnen) uit de jaren 70.
Zie: Noordelijke Nevenlijnen.
- Ponlijn
Amersfoort – Leusden raccordement Pon
Restant van Amersfoort – Kesteren – Nijmegen; Geopend 1886; staking reizigersvervoer 1944.

## R
- Rhijnspoorweg
Amsterdam Weesperpoort – Utrecht – Arnhem – Duitse Grens
Geopend 1843-1845; ombouw normaalspoor 1855; opheffing Station Weesperpoort 1939.
- Ringspoorbaan Amsterdam
bestaande uit Westtak Ringspoorbaan en Zuidtak Ringspoorbaan
Geopend 1978-1993.

## S
- Schipholboog (ook wel Utrechtboog genoemd)
Aansluitboog ten zuidwesten van Duivendrecht tussen Zuidtak Ringspoorbaan en de spoorlijn Amsterdam – Utrecht.
Geopend 12 maart 2006.
- Schipholboog (Den Haag) 
Aansluitboog tussen Den Haag Laan van NOI en Den Haag Mariahoeve die de verbinding mogelijk maakt tussen Den Haag Centraal en de station Schiphol Airport.
Geopend 1973.
- Schiphollijn
Diemen Zuid - Duivendrecht – Amsterdam RAI – Schiphol – Hoofddorp – Nieuw-Vennep – Leiden
Geopend 1978-1981-1996.
- Schaddenspoor
Neede – Haaksbergen – Hengelo/Enschede
Geopend 1880-1885; gesloten in 1934. Baanvak Haaksbergen – Enschede sinds 1971 in gebruik als museumspoorlijn bij de Museum Buurtspoorweg. Dit traject is na de aanleg van de A35 ingekort tot Haaksbergen – Boekelo. Bij Hengelo is een deel van de zijtak Boekelo – Hengelo nog voor AkzoNobel in gebruik.
- Schrootlijn
Zwolle – Arnhem – Nijmegen – Oss – 's-Hertogenbosch – Tilburg – Breda – Roosendaal
Soms zo genoemd omdat NS hier jarenlang oud materieel inzette.
- Sloelijn
  - Oude Sloelijn
(Goes) – 's-Heer Arendskerke – Sloehaven
Geopend 1966-1977 met hergebruik van de tramweg 's-Heer Arendskerke – Nieuwdorp.
  - Nieuwe Sloelijn
Lewedorp – Vlissingen Sloehaven
- Staatslijnen:
  - Staatslijn A
Arnhem – Zutphen – Deventer – Zwolle – Leeuwarden
Geopend 1865-1868.
Zie ook: IJssellijn (Arnhem – Zwolle).
  - Staatslijn B
Harlingen – Leeuwarden – Groningen – Nieuweschans – Duitsland
Geopend 1863-1876.
Zie ook: Noordelijke Nevenlijnen.
  - Staatslijn C
Groningen – Meppel
Geopend 1870.
  - Staatslijn D
Zutphen – Hengelo – Enschede – Duitsland
Geopend 1865-1866; Enschede – Gronau geopend 1868-1875; gesloten in 1981 maar heropend in 2001.
  - Staatslijn E
Maastricht – Roermond – Venlo en Venlo – Eindhoven en Breda – Eindhoven
Maastricht – Venlo geopend 1865; Venlo – Eindhoven geopend 1866; Breda – Tilburg geopend 1863; Tilburg – Boxtel geopend 1865; Boxtel – Eindhoven geopend 1866.
  - Staatslijn F
Roosendaal – Vlissingen
Geopend 1863-1873.
Zie ook: Zeeuwse Lijn.
  - Staatslijn G
Venlo – Duitsland
Geopend 1866.
  - Staatslijn H
Utrecht – 's-Hertogenbosch – Boxtel
Geopend 1868-1870.
  - Staatslijn I
Breda – Rotterdam
Geopend 1866-1877.
  - Staatslijn K
Nieuwediep – Alkmaar – Amsterdam Centraal
Geopend 1865-1878.
Zie ook: Zaanlijn.
- Stichtse Lijn
Den Dolder – Baarn
Geopend 1898.

## T
- Twentekanaallijn
Zutphen – Hengelo
Geopend 1865

## U
- Utrechtboog (ook wel Schipholboog genoemd)
Aansluitboog ten zuidwesten van Duivendrecht tussen Zuidtak Ringspoorbaan en de spoorlijn Amsterdam – Utrecht.
Geopend 12 maart 2006.

## V
- Valleilijn
Amersfoort – Ede-Wageningen, nieuwe naam voor de Kippenlijn, vanaf december 2006.
- Veenendaallijn
Rhenen – Veenendaal (– Utrecht)
Geopend 1886 als onderdeel van de internationale lijn Amsterdam – Keulen via Amersfoort – Leusden – De Haar – Veenendaal – Rhenen – Kesteren – Vork – Nijmegen – Kleve; staking reizigersvervoer 1944. Heropening voor personenvervoer trajectdeel Rhenen – Veenendaal – De Haar en nieuwe aansluiting richting Utrecht in 1981; trajectdeel De Haar – Woudenberg opgeheven.
- Veluwelijn
Amersfoort – Zwolle
Deel van de Centraalspoorweg.
Geopend 1863-1864.
- Vislijn of IJmondlijn
Santpoort Noord – IJmuiden
Naam naar aanleiding van het vele visvervoer.
Geopend 1883; in onbruik sinds 1998.

## W
- Westelijke Betuwelijn
Geldermalsen – Dordrecht
Geopend 1883-1885.
- Westtak Ringspoorbaan
Amsterdam CS – Amsterdam Sloterdijk (hoog) – Schiphol.
Geopend 1986.
- Woldjerspoorweg
Groningen – Slochteren – Weiwerd
Geopend 1929; opgeheven 1942.

## Z
- Zaanlijn
Uitgeest – Zaandam
Deel van Staatslijn K Nieuwediep – Amsterdam
Geopend 1869.
- Zeeuwse Lijn (Staatslijn F)
Roosendaal – Vlissingen
Geopend 1863-1873.
- Zoetermeer Stadslijn
Den Haag – Zoetermeer
Geopend 1977-1979; gesloten per 3 juni 2006 voor verbouwing tot sneltramlijn in verband met RandstadRail; heropend 27 oktober 2007.
- Zuider Koggelijn
Hoorn – Schellinkhout – Wijdenes – Hem – Venhuizen – Bovenkarspel-Grootebroek – Enkhuizen
Geopend: 1913; opgeheven 1935.
- Zuiderspoor
Enschede – Broekheurne grens
Geopend 1903; opheffing 1974.
- Zuiderzeelijn
Lelystad – Emmeloord – Heerenveen – Drachten – Groningen
Wordt niet aangelegd (besluit Tweede Kamer d.d. 28 november 2007).
- Zuidooster spoorlijn
Tilburg – 's-Hertogenbosch – Nijmegen
Geopend 1881.
- Zuidtak Ringspoorbaan
Schiphol – Weesp
Schiphol – Amsterdam Zuid geopend 1978; Zuid – Amsterdam RAI geopend 1981; RAI – Weesp geopend 1993.

### Lijsten
- Spoorlijnen in Nederland
- Lijst van namen van Nederlandse metro- en sneltramlijnen
- Lijst van opgeheven spoorlijnen in Nederland
- Lijst van toeristische spoorwegen en museumlijnen in Nederland
- Lijst van treinseries in Nederland
- Lijst van Nederlandse spoorwegstations
- Lijst van Nederlandse spoorwegmaatschappijen